# Lagarrigue (Tarn)
Lagarrigue est une commune française, située dans le département du Tarn, en région Occitanie. Elle s'appelait auparavant Lagarrigue-Lavitarelle.
Ses habitants sont appelés les Lagarriguois.
Lagarrigue est une commune urbaine qui compte 1 786 habitants en 2022, après avoir connu une forte hausse de la population depuis 1962. Elle est dans l'agglomération de Castres et fait partie de l'aire d'attraction de Castres. Ses habitants sont appelés les Lagarriguois ou  Lagarriguoises.

## Géographie

### Localisation
C'est une commune de l'aire urbaine de Castres située dans son unité urbaine, au sud-est de la ville de Castres.

### Communes limitrophes
Les communes limitrophes sont  Castres, Caucalières, Labruguière et Valdurenque.
| Castres                          |             |             |
|                                  | Lagarrigue  | Valdurenque |
| Labruguière (par un quadripoint) | Caucalières |             |

### Géologie et relief
Lagarrigue est située non loin du plateau du Causse.

### Voies de communication et transports
La commune est desservie quotidiennement par des lignes du réseau urbain Libellus : la ligne 7 la relie au centre-ville de Castres et à Valdurenque ; la ligne 10 la relie à Castres et à Mazamet.

### Hydrographie
La commune est dans le bassin de la Garonne, au sein du bassin hydrographique Adour-Garonne. Elle est drainée par la Durenque et le ruisseau de Canaylo et par divers petits cours d'eau, qui constituent un réseau hydrographique de 7 km de longueur totale,.
La Durenque, d'une longueur totale de 31,5 km, prend sa source dans la commune du Bez et s'écoule d'est en ouest. Elle traverse la commune et se jette dans l'Agout à Castres, après avoir traversé 8 communes.

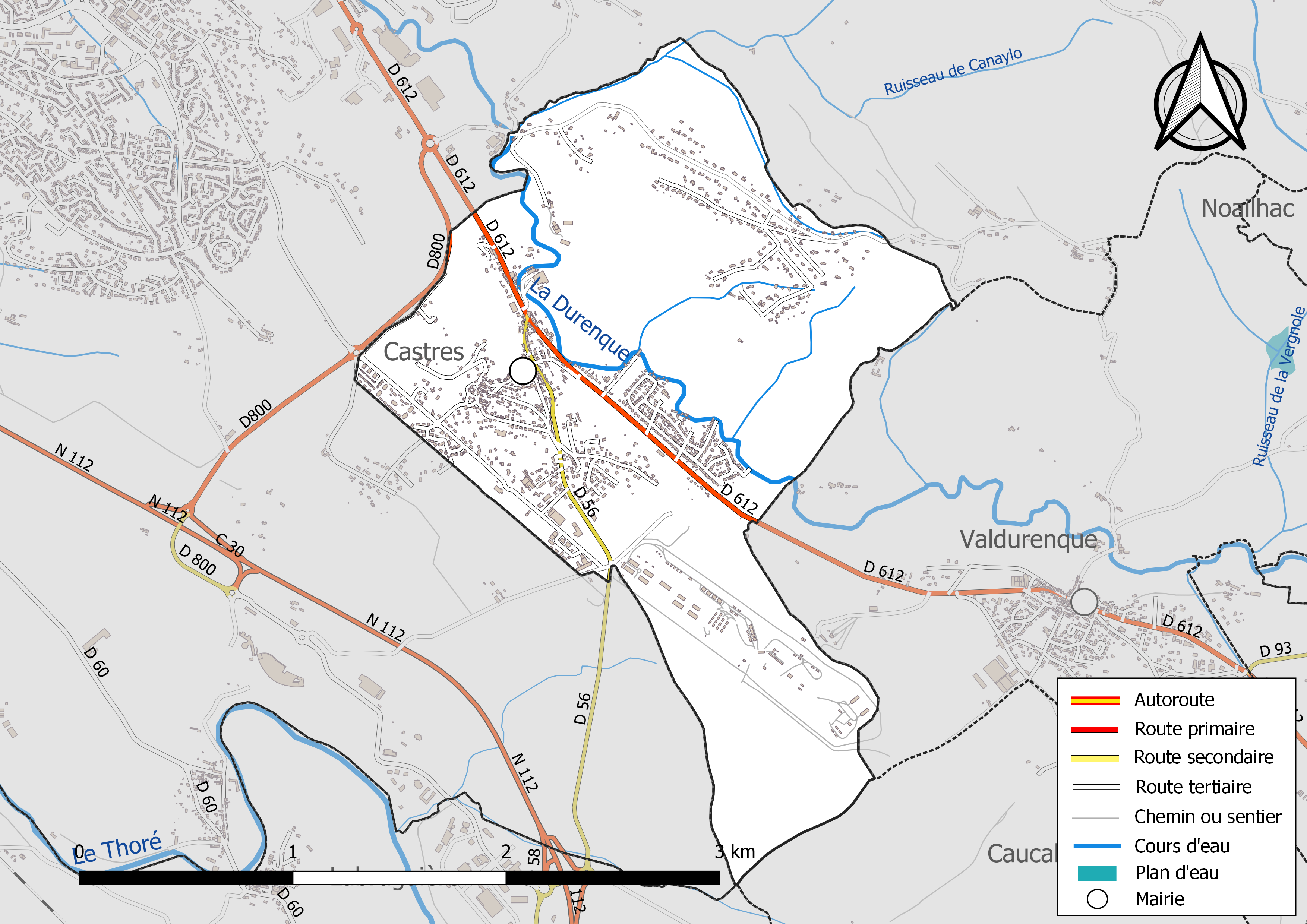
Réseaux hydrographique et routier de Lagarrigue.

### Climat
Pour des articles plus généraux, voir Climat de l'Occitanie et Climat du Tarn.
En 2010, le climat de la commune est de type climat du Bassin du Sud-Ouest, selon une étude du Centre national de la recherche scientifique s'appuyant sur une série de données couvrant la période 1971-2000. En 2020, Météo-France publie une typologie des climats de la France métropolitaine dans laquelle la commune est exposée à un climat océanique altéré et est dans la région climatique Aquitaine, Gascogne, caractérisée par une pluviométrie abondante au printemps, modérée en automne, un faible ensoleillement au printemps, un été chaud (19,5 °C), des vents faibles, des brouillards fréquents en automne et en hiver et des orages fréquents en été (15 à 20 jours).
Pour la période 1971-2000, la température annuelle moyenne est de 13,1 °C, avec une amplitude thermique annuelle de 16 °C. Le cumul annuel moyen de précipitations est de 814 mm, avec 10,4 jours de précipitations en janvier et 5,4 jours en juillet. Pour la période 1991-2020, la température moyenne annuelle observée sur la station météorologique de Météo-France la plus proche, « Mazamet », sur la commune de Mazamet à 12 km à vol d'oiseau, est de 11,4 °C et le cumul annuel moyen de précipitations est de 1 179,1 mm. 
La température maximale relevée sur cette station est de 37,8 °C, atteinte le 26 août 2010 ; la température minimale est de −21,5 °C, atteinte le 16 janvier 1985,,.
Les paramètres climatiques de la commune ont été estimés pour le milieu du siècle (2041-2070) selon différents scénarios d'émission de gaz à effet de serre à partir des nouvelles projections climatiques de référence DRIAS-2020. Ils sont consultables sur un site dédié publié par Météo-France en novembre 2022.

### Milieux naturels et biodiversité

#### Réseau Natura 2000

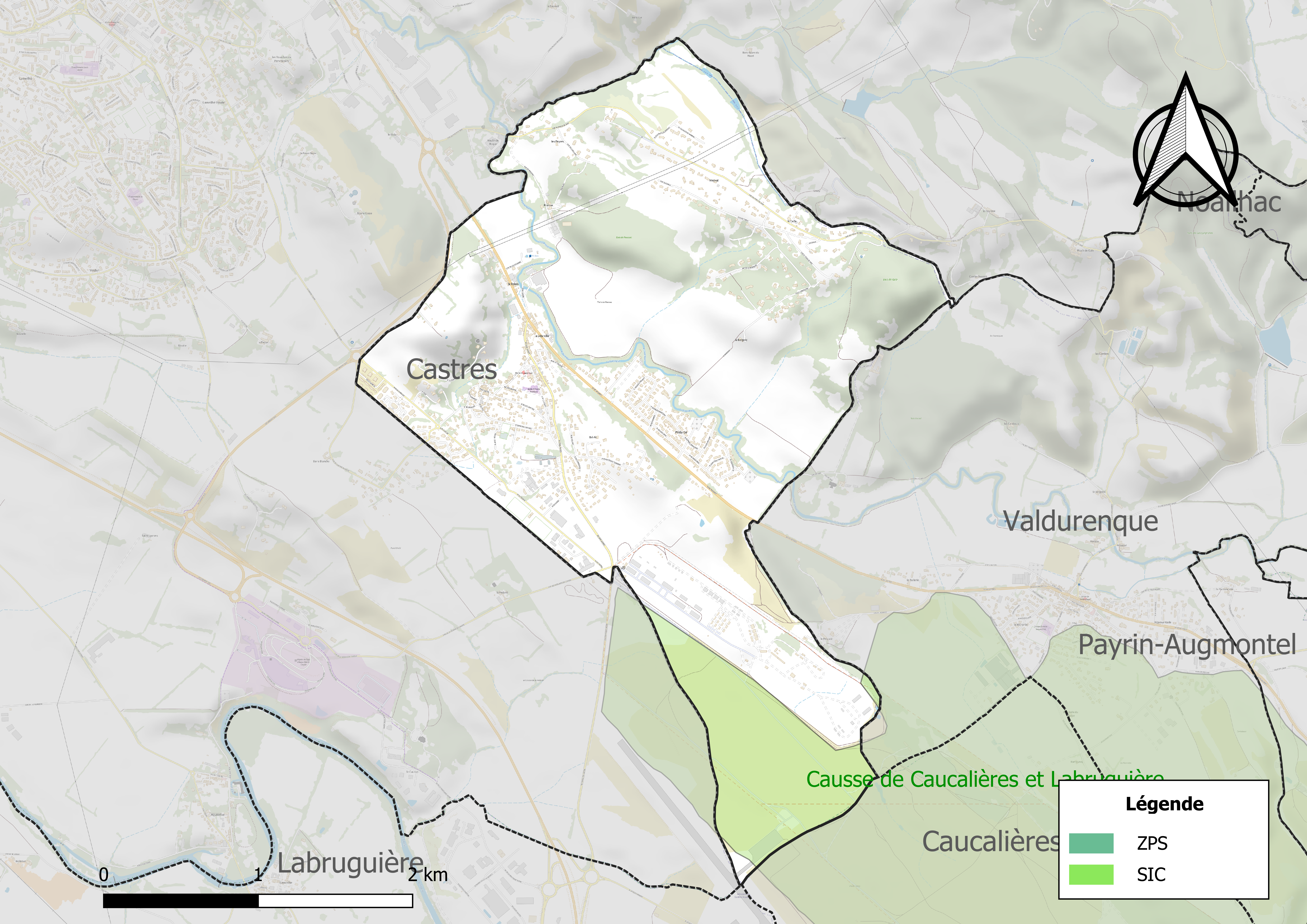
Site Natura 2000 sur le territoire communal.

Le réseau Natura 2000 est un réseau écologique européen de sites naturels d'intérêt écologique élaboré à partir des directives habitats et oiseaux, constitué de zones spéciales de conservation (ZSC) et de zones de protection spéciale (ZPS).
Un site Natura 2000 a été défini sur la commune au titre de la directive habitats : le « causse de Caucalières et Labruguière », d'une superficie de 2 001 ha, un plateau sédimentaire calcaire de plaine (calcaire d'origine lacustre), site exceptionnel pour le Tarn. Il s'agit d'un site à orchidées (de pelouses sèches à humides) tout à fait remarquable. La présence du Lézard ocellé est en outre mentionnée.

#### Zones naturelles d'intérêt écologique, faunistique et floristique

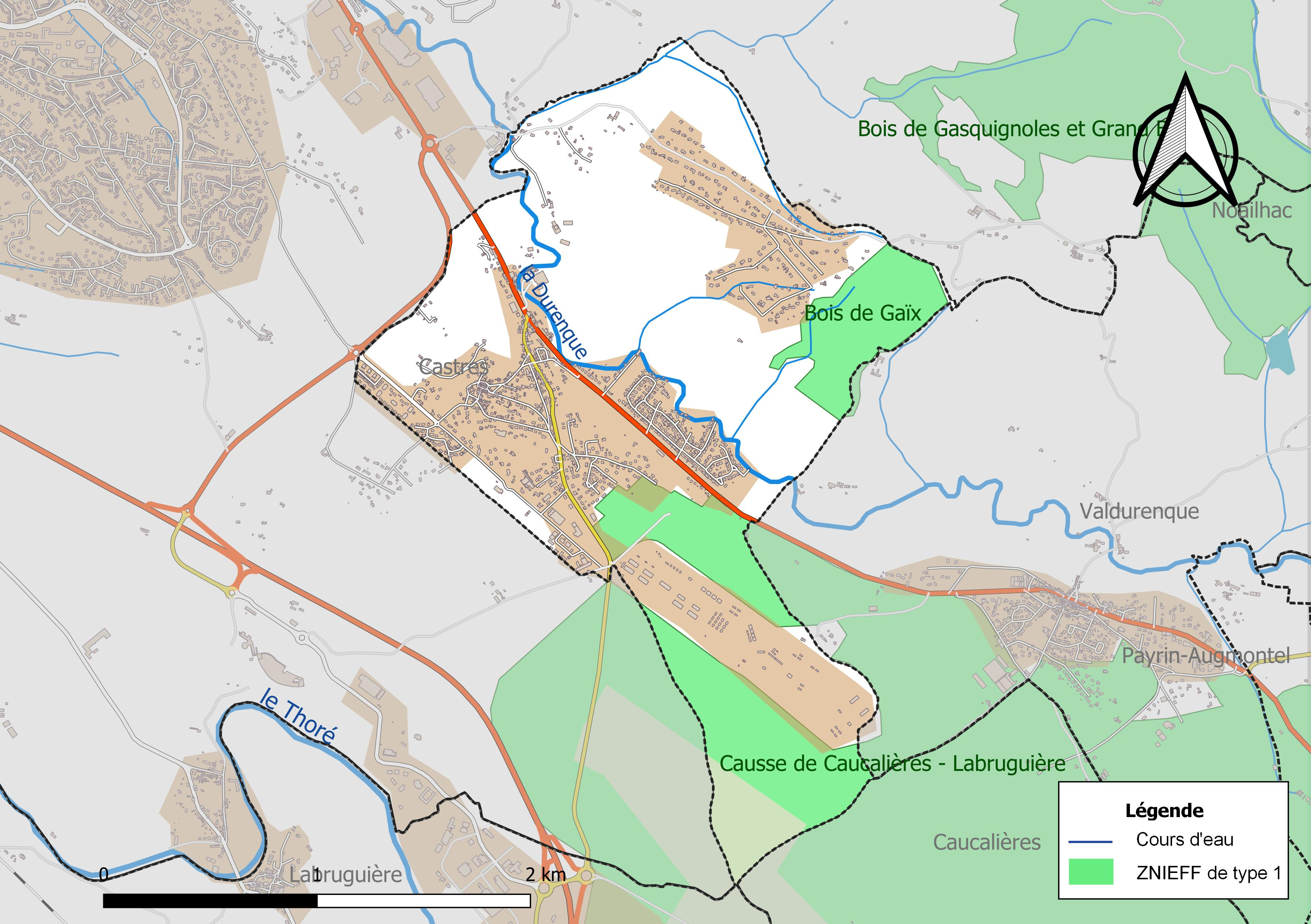
Carte des ZNIEFF de type 1 localisées sur la commune.

L’inventaire des zones naturelles d'intérêt écologique, faunistique et floristique (ZNIEFF) a pour objectif de réaliser une couverture des zones les plus intéressantes sur le plan écologique, essentiellement dans la perspective d’améliorer la connaissance du patrimoine naturel national et de fournir aux différents décideurs un outil d’aide à la prise en compte de l’environnement dans l’aménagement du territoire.
Deux ZNIEFF de type 1 sont recensées sur la commune :
le « bois de Gaïx » (31 ha), couvrant 3 communes du département, et 
le « causse de Caucalières - Labruguière » (2 478 ha), couvrant 7 communes du département.

## Urbanisme

### Typologie
Au 1er janvier 2024, Lagarrigue est catégorisée ceinture urbaine, selon la nouvelle grille communale de densité à sept niveaux définie par l'Insee en 2022.
Elle appartient à l'unité urbaine de Castres, une agglomération intra-départementale regroupant huit  communes, dont elle est une commune de la banlieue,,. Par ailleurs la commune fait partie de l'aire d'attraction de Castres, dont elle est une commune de la couronne,. Cette aire, qui regroupe 55 communes, est catégorisée dans les aires de 50 000 à moins de 200 000 habitants,.

### Occupation des sols
L'occupation des sols de la commune, telle qu'elle ressort de la base de données européenne d’occupation biophysique des sols Corine Land Cover (CLC), est marquée par l'importance des territoires artificialisés (42,1 % en 2018), en augmentation par rapport à 1990 (26,9 %). La répartition détaillée en 2018 est la suivante : 
zones urbanisées (28,6 %), zones agricoles hétérogènes (18 %), terres arables (14,7 %), zones industrielles ou commerciales et réseaux de communication (13,6 %), forêts (12,8 %), milieux à végétation arbustive et/ou herbacée (12,4 %). L'évolution de l’occupation des sols de la commune et de ses infrastructures peut être observée sur les différentes représentations cartographiques du territoire : la carte de Cassini (XVIIIe siècle), la carte d'état-major (1820-1866) et les cartes ou photos aériennes de l'IGN pour la période actuelle (1950 à aujourd'hui).

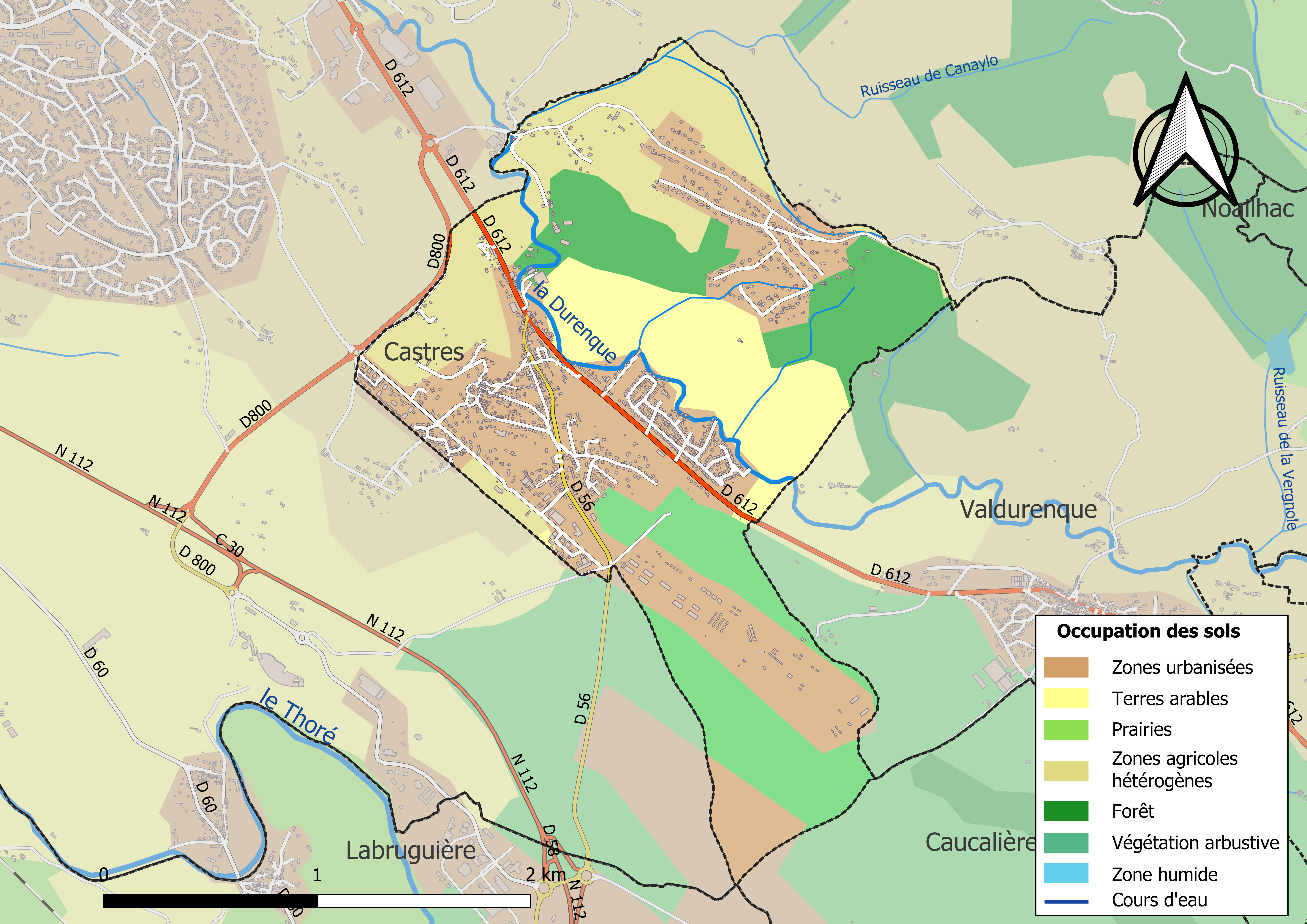
Carte des infrastructures et de l'occupation des sols de la commune en 2018 (CLC).

### Risques majeurs
Le territoire de la commune de Lagarrigue est vulnérable à différents aléas naturels : météorologiques (tempête, orage, neige, grand froid, canicule ou sécheresse), inondations, feux de forêts, mouvements de terrains et séisme (sismicité très faible). Il est également exposé à un risque technologique,  le transport de matières dangereuses. Un site publié par le BRGM permet d'évaluer simplement et rapidement les risques d'un bien localisé soit par son adresse soit par le numéro de sa parcelle.

#### Risques naturels
La commune fait partie du territoire à risques importants d'inondation (TRI) de Castres-Mazamet, regroupant 10 communes concernées par un risque de débordement de l'Agout et du Thoré, un des 18 TRI qui ont été arrêtés fin 2012 sur le bassin Adour-Garonne. Les événements passés les plus significatifs sont les crues du 3 au 5 mars 1930 où l'Agout atteint un débit de 3 000 m3/s au niveau du pont du chemin de fer de la Crémade (aval de Castres), avec des pertes humaines et dégâts matériels importants, et la crue des 12 et 13 novembre 1999 où le Thoré a atteint un débit de 900 m3/s à Labruguière, avec 4 victimes. Des cartes des surfaces inondables ont été établies pour trois scénarios : fréquent (crue de temps de retour de 10 ans à 30 ans), moyen (temps de retour de 100 ans à 300 ans) et extrême (temps de retour de l'ordre de 1 000 ans, qui met en défaut tout système de protection). La commune a été reconnue en état de catastrophe naturelle au titre des dommages causés par les inondations et coulées de boue survenues en 1982, 1992 et 1999,.
Lagarrigue est exposée au risque de feu de forêt du fait de la présence sur son territoire. En 2022, il n'existe pas de Plan de Prévention des Risques incendie de forêt (PPRif). Le débroussaillement aux abords des maisons constitue l’une des meilleures protections pour les particuliers contre le feu,.

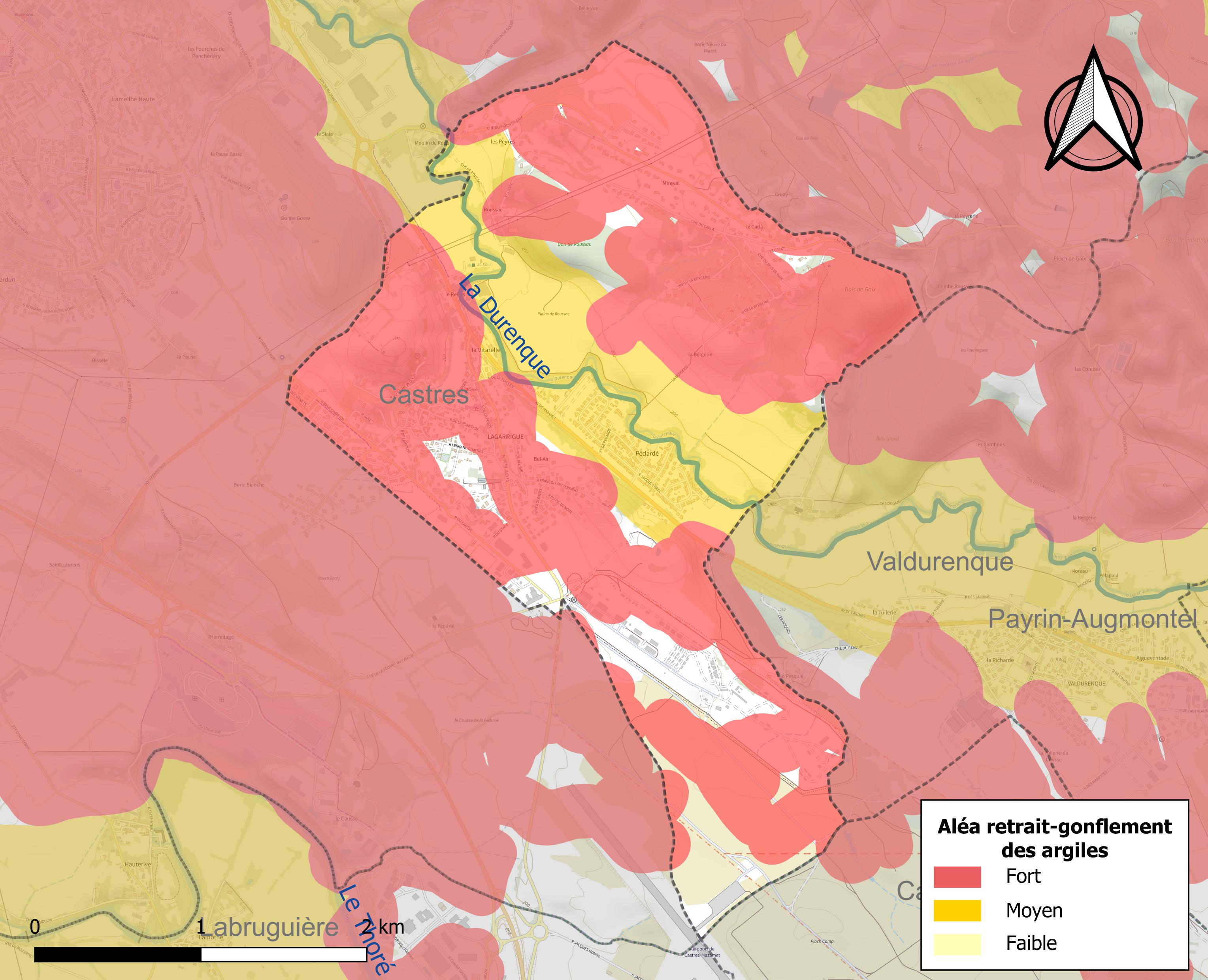
Carte des zones d'aléa retrait-gonflement des sols argileux de Lagarrigue.

La commune est vulnérable au risque de mouvements de terrains constitué principalement du retrait-gonflement des sols argileux. Cet aléa est susceptible d'engendrer des dommages importants aux bâtiments en cas d’alternance de périodes de sécheresse et de pluie. 88,8 % de la superficie communale est en aléa moyen ou fort (76,3 % au niveau départemental et 48,5 % au niveau national). Sur les 767 bâtiments dénombrés sur la commune en 2019, 736 sont en aléa moyen ou fort, soit 96 %, à comparer aux 90 % au niveau départemental et 54 % au niveau national. Une cartographie de l'exposition du territoire national au retrait gonflement des sols argileux est disponible sur le site du BRGM,.
Par ailleurs, afin de mieux appréhender le risque d’affaissement de terrain, l'inventaire national des cavités souterraines permet de localiser celles situées sur la commune.

#### Risques technologiques
Le risque de transport de matières dangereuses sur la commune est lié à sa traversée par des infrastructures routières ou ferroviaires importantes ou la présence d'une canalisation de transport d'hydrocarbures. Un accident se produisant sur de telles infrastructures est susceptible d’avoir des effets graves sur les biens, les personnes ou l'environnement, selon la nature du matériau transporté. Des dispositions d’urbanisme peuvent être préconisées en conséquence.

## Toponymie
En gaulois garric désignait le chêne kermès; le mot subsiste en occitan (une garrigue est une chênaie dans le sud-ouest).
Le nom originel de la commune (en occitan) était "La Garriga"

## Histoire
La commune est citée une première fois en 1272 dans une charte. Elle dépend alors de la seigneurie de Gaïx.
En 1629, Louis de Cardaillac (le seigneur de Gaïx) transforme le village en consulat indépendant. Il appartenait auparavant au consulat de Castres. À la suite de la Révolution, les maires se succèdent. 

### Héraldique
| Lagarrigue | Son blasonnement est : Écartelé en sautoir d'or et de gueules. |

## Politique et administration

### Liste des maires
| Période                                  | Période   | Identité      | Étiquette | Qualité |
| ---------------------------------------- | --------- | ------------- | --------- | --- |
| mars 2014                                | En cours  | Vincent Colom | SE-DVG    | Sapeur-pompier |
| mars 1989                                | mars 2014 | Michel Benoît | PS        | Directeur d'école Vice-Président du Conseil Général du Tarn (Conseil Départemental) / Conseiller général du canton de Labruguière (2004-2015) |
| avant 1981                               | ?         | René Charlier | DVG       | |
| Les données manquantes sont à compléter. |           |               |           | |

## Démographie
| 1793 | 1800 | 1806 | 1831 | 1836 | 1841 | 1846 | 1851 | 1856 |
| ---- | ---- | ---- | ---- | ---- | ---- | ---- | ---- | ---- |
| 171  | 167  | 169  | 240  | 253  | 270  | 284  | 296  | 302  |

| 1861 | 1866 | 1872 | 1876 | 1881 | 1886 | 1891 | 1896 | 1901 |
| ---- | ---- | ---- | ---- | ---- | ---- | ---- | ---- | ---- |
| 300  | 328  | 362  | 398  | 457  | 475  | 461  | 456  | 432  |

| 1906 | 1911 | 1921 | 1926 | 1931 | 1936 | 1946 | 1954 | 1962 |
| ---- | ---- | ---- | ---- | ---- | ---- | ---- | ---- | ---- |
| 445  | 413  | 353  | 405  | 419  | 386  | 364  | 514  | 645  |

| 1968 | 1975 | 1982  | 1990  | 1999  | 2006  | 2008  | 2013  | 2018  |
| ---- | ---- | ----- | ----- | ----- | ----- | ----- | ----- | ----- |
| 764  | 929  | 1 320 | 1 695 | 1 641 | 1 707 | 1 726 | 1 806 | 1 837 |

| 2022  | - | - | - | - | - | - | - | - |
| ----- | - | - | - | - | - | - | - | - |
| 1 786 | - | - | - | - | - | - | - | - |

## Économie

### Revenus
En 2018, la commune compte 827 ménages fiscaux, regroupant 1 807 personnes. La médiane du revenu disponible par unité de consommation est de 21 650 € (20 400 € dans le département).

### Emploi
|                | 2008  | 2013  | 2018  |
| -------------- | ----- | ----- | ----- |
| Commune        | 6 %   | 9,2 % | 7,2 % |
| Département    | 8,2 % | 9,9 % | 10 %  |
| France entière | 8,3 % | 10 %  | 10 %  |

En 2018, la population âgée de 15 à 64 ans s'élève à 1 101 personnes, parmi lesquelles on compte 73,2 % d'actifs (66 % ayant un emploi et 7,2 % de chômeurs) et 26,8 % d'inactifs,. Depuis 2008, le taux de chômage communal (au sens du recensement) des 15-64 ans est inférieur à celui de la France et du département.
La commune fait partie de la couronne de l'aire d'attraction de Castres, du fait qu'au moins 15 % des actifs travaillent dans le pôle,. Elle compte 185 emplois en 2018, contre 254 en 2013 et 263 en 2008. Le nombre d'actifs ayant un emploi résidant dans la commune est de 738, soit un indicateur de concentration d'emploi de 25,1 % et un taux d'activité parmi les 15 ans ou plus de 53 %.
Sur ces 738 actifs de 15 ans ou plus ayant un emploi, 68 travaillent dans la commune, soit 9 % des habitants. Pour se rendre au travail, 93,5 % des habitants utilisent un véhicule personnel ou de fonction à quatre roues, 1,6 % les transports en commun, 2,7 % s'y rendent en deux-roues, à vélo ou à pied et 2,2 % n'ont pas besoin de transport (travail au domicile).

### Activités hors agriculture

#### Secteurs d'activités
123 établissements sont implantés  à Lagarrigue au 31 décembre 2019. Le tableau ci-dessous en détaille le nombre par secteur d'activité et compare les ratios avec ceux du département,.
| Secteur d'activité                                                                                        | Commune | Commune | Département |
| Secteur d'activité                                                                                        | Nombre  | %       | %           |
| --- | ------- | ------- | ----------- |
| Ensemble                                                                                                  | 123     | 100 %   | (100 %)     |
| Industrie manufacturière, industries extractives et autres                                                | 10      | 8,1 %   | (13 %)      |
| Construction                                                                                              | 15      | 12,2 %  | (12,5 %)    |
| Commerce de gros et de détail, transports, hébergement et restauration                                    | 22      | 17,9 %  | (26,7 %)    |
| Information et communication                                                                              | 3       | 2,4 %   | (2,1 %)     |
| Activités financières et d'assurance                                                                      | 7       | 5,7 %   | (3,3 %)     |
| Activités immobilières                                                                                    | 6       | 4,9 %   | (4,2 %)     |
| Activités spécialisées, scientifiques et techniques et activités de services administratifs et de soutien | 20      | 16,3 %  | (13,8 %)    |
| Administration publique, enseignement, santé humaine et action sociale                                    | 25      | 20,3 %  | (15,5 %)    |
| Autres activités de services                                                                              | 15      | 12,2 %  | (9 %)       |

Le secteur de l'administration publique, l'enseignement, la santé humaine et l'action sociale est prépondérant sur la commune puisqu'il représente 20,3 % du nombre total d'établissements de la commune (25 sur les 123 entreprises implantées  à Lagarrigue), contre 15,5 % au niveau départemental.

#### Entreprises et commerces
Les cinq entreprises ayant leur siège social sur le territoire communal qui génèrent le plus de chiffre d'affaires en 2020 sont : 
- Impec Proprete, autres activités de nettoyage des bâtiments et nettoyage industriel (532 k€)
- Merigonde Assurances, activités des agents et courtiers d'assurances (350 k€)
- EURL Lalanne TP, travaux de terrassement courants et travaux préparatoires (303 k€)
- EURL Montagne, services de soutien à l'exploitation forestière (168 k€)
- SARL Hamri, services de soutien à l'exploitation forestière (102 k€)

Sur le territoire de la commune, se trouve une partie de l'aéroport de Castres-Mazamet. Le village possède quelques commerces : une boulangerie-épicerie, deux salons de coiffure, un garage automobile Citroën, une casse automobile, une crèche...

### Agriculture
|               | 1988 | 2000 | 2010 | 2020 |
| ------------- | ---- | ---- | ---- | ---- |
| Exploitations | 10   | 6    | 3    | 2    |
| SAU (ha)      | 154  | 119  | 223  | 304  |

La commune est dans la « plaine de l'Albigeois et du Castrais », une petite région agricole occupant le centre du département du Tarn. En 2020, l'orientation technico-économique de l'agriculture  sur la commune est la polyculture et/ou le polyélevage. Deux exploitations agricoles ayant leur siège dans la commune sont dénombrées lors du recensement agricole de 2020 (dix en 1988). La superficie agricole utilisée est de 304 ha,,.

## Vie pratique

### Éducation
Lagarrigue possède une école primaire et maternelle, rénovée et agrandie récemment.

### Santé
La commune compte une pharmacie et un cabinet de kinésithérapeutes. A proximité directe du village se dresse l'hôpital du Pays d'Autan.

### Sport
Lagarrigue possède un club de football, l'ASLL (association sportive Lagarrigue-Lavitarelle), ainsi qu'un club de tennis.

## Culture locale et festivités

### Lieux et monuments
- L'église paroissiale Saint-Julien-de-Gaïx,

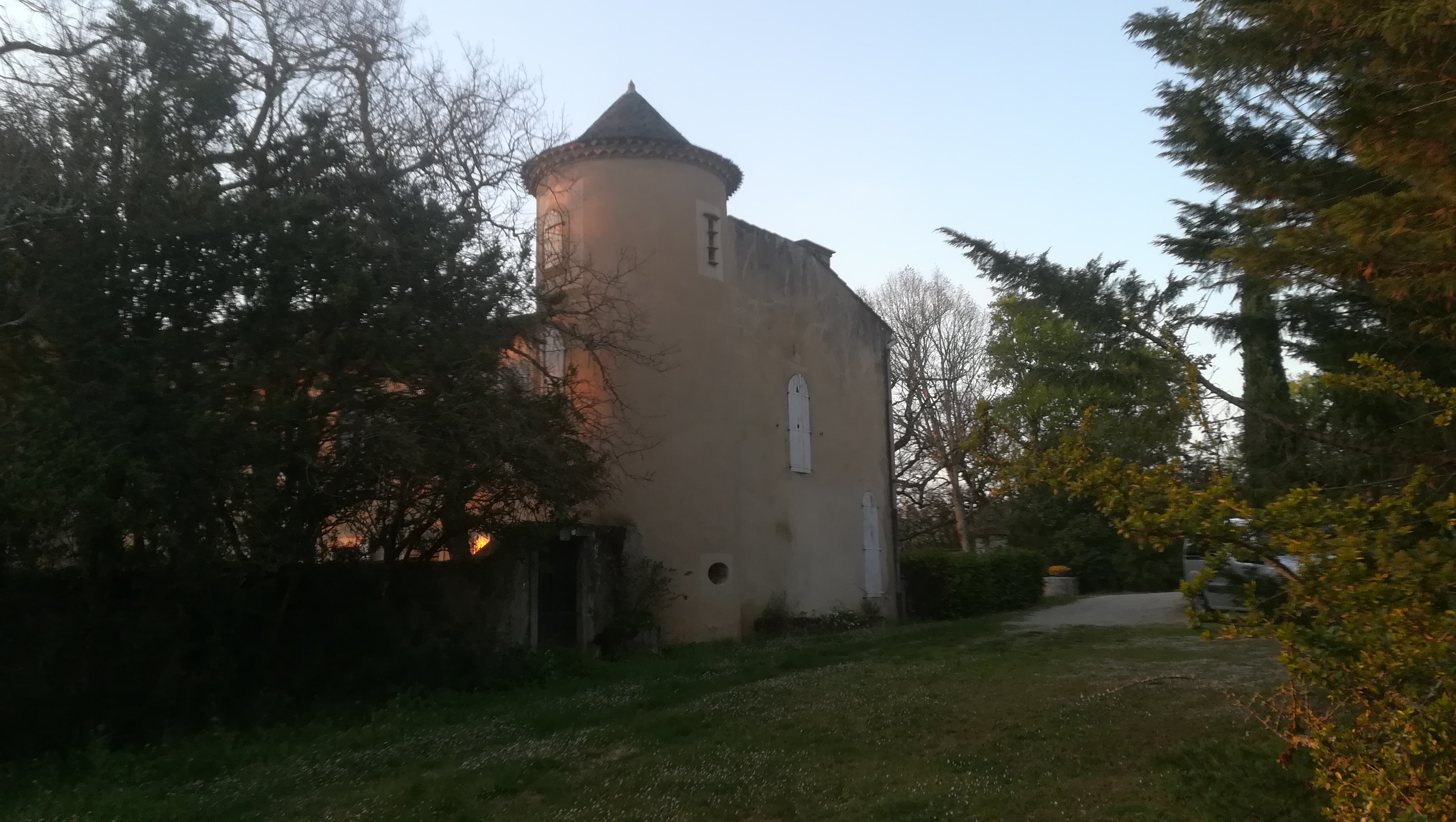
Le château de Miraval,
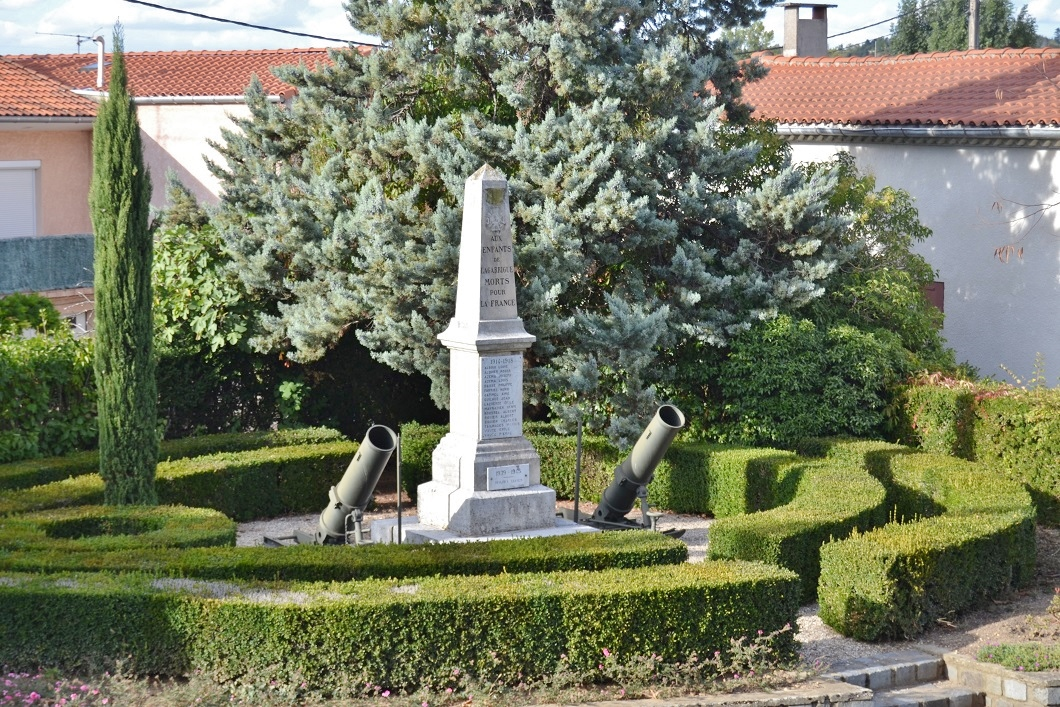
Le monument aux morts encadré par des canons,
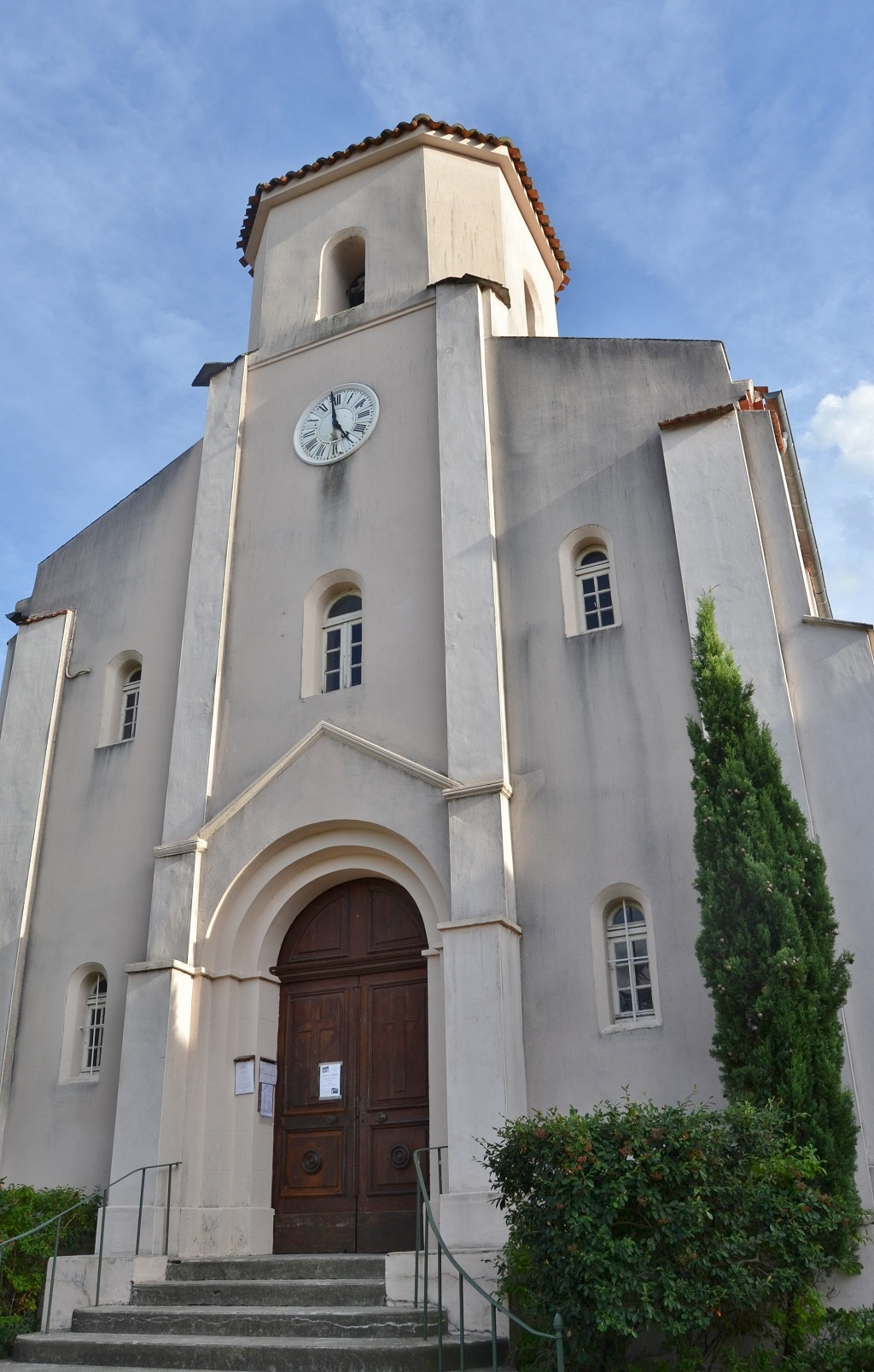
L'église Saint-Julien

- Le stade Pierre Rouquier, où joue l'ASLL.  - Le château de Miraval
  - Le monument aux morts de Lagarrigue
  - L'église Saint-Julien

### Personnalités liées à la commune
- Claude Puel, footballeur et entraîneur français.
- Guillaume Borne, footballeur français ayant joué à l'ASLL.